# Bonita Granville
Bonita Granville (Nova Iorque, 2 de fevereiro de 1923 – Santa Mônica, 11 de outubro 1988), foi uma atriz e produtora de televisão estadunidense. Foi indicada para o Oscar de Melhor Atriz Coadjuvante, em 1936, por sua atuação em These Three.

## Vida pessoal
Nascida em 2 de fevereiro de 1923, em Nova York, filha de Rosina Timponi (1892-1984) e Bernard "Bunny" Granville, ambos eram artistas.

## Carreira
Bonita fez sua estreia aos 9 anos em Westward Passage (1933), e no mesmo ano como dançarina no filme de Fanny Bridges, Cavalgade, que ganhou o Oscar de Melhor Filme. Nos anos seguintes, ela trabalhou como figurante, sem créditos, em vários filmes. Interpretou Mary Tilford, na adaptação para o cinema da peça de Lillian Hellman, The Children's Hour, em 1934. Renomeado para These Three, ele conta a história de três adultos (interpretados por Miriam Hopkins, Merle Oberon, e Joel McCrea) que têm suas vidas quase destruídas por causa de uma criança maligna, em busca de atenção. Bonita fazia o papel da criança malvada e por essa interpretação ela foi nomeada para o Oscar de Melhor Atriz Coadjuvante, naquele momento, a pessoa mais jovem a concorrer um prêmio.
Apesar do sucesso e de continuar trabalhando, poucas oportunidades surgiram para Bonita nos anos seguintes.
Em 1938, ela interpretou uma filha atrevida, no várias vezes nomeado filme Merrily We Live e uma garota detetive em Nancy Drew: Detective. O filme fez tanto sucesso, que Bonita interpretou a personagem Nancy Drew outras três vezes, nas sequências de 1938 e duas vezes em 1939.
Já adulta, ela foi mais uma vez chamada para trabalhos coadjuvantes, como no prestigiado filme de 1942, Now, Voyager, assim como nos longas Andy Hardy's Blonde Trouble (1944) e Love Laughs at Andy Hardy (1946). Bonita também estrelou no filme de 1943 Hitler's Children, um filme anti-nazista, em plena Segunda Guerra Mundial.
Foi também a heroína do livro Bonita Granville and the Mystery of Star Island, escrito por Kathryn Heisenfelt e publicado em 1942. O livro tinha um público adolescente e evocava às aventuras da pequena detetive Nancy Drew, sendo parte de uma série conhecida como "Whitman Authorized Editions", de 16 livros publicados entre 1941-1947.
Em 5 de fevereiro de 1947, Bonita se casou com Jack Wrather, que produziu alguns de seus filmes, no Bel-Air Hotel. Bonita trabalhou como produtora em vários filmes para a televisão, incluindo o filme de 1954 Lassie. Também atuou em The Legend of the Lone Ranger (1981), seu último filme.

## Morte

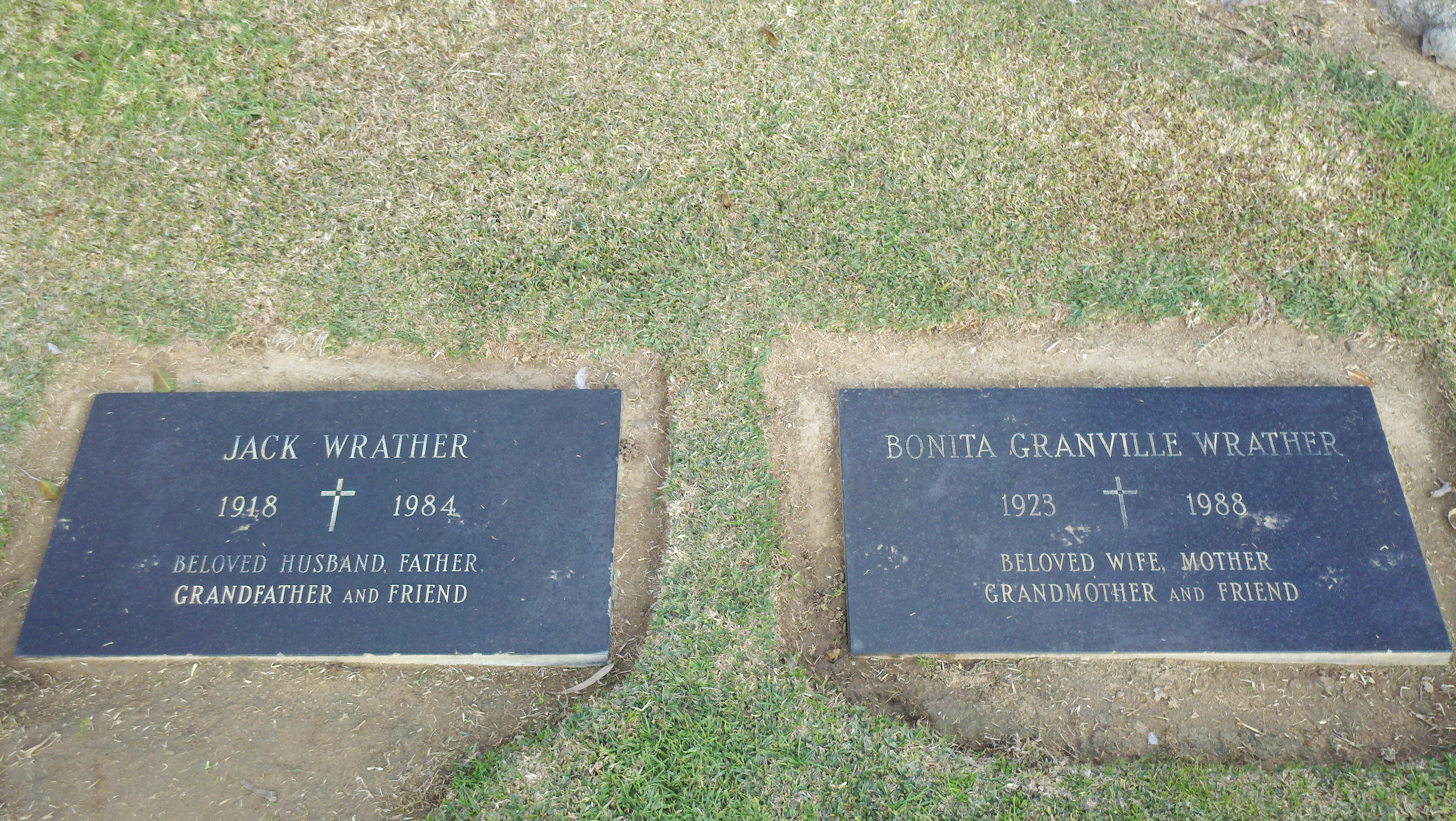
Túmulo de Bonita Granville ao lado do marido Jack Wrather, no Holy Cross Cemetery, em Culver City, Califórnia

Bonita morreu em 11 de outubro de 1988, devido a um câncer de pulmão, em Santa Mônica, aos 65 anos Ela está enterrada no Holy Cross Cemetery, em Culver City Califórnia.

## Legado
Bonita tem uma estrela na Calçada da Fama, no Hollywood Boulevard, 6607, por suas contribuições à indústria cinematográfica.

## Filmografia parcial
(Como atriz)
- Cavalgada (1933)
- Anne of Green Gables (1934)
- Ah, Wilderness! (1935)
- These Three (1936)
- The Plough and the Stars (1936)
- Maid of Salem (1937)
- Quality Street (1937)
- Call It a Day (1937)
- It's Love I'm After (1937)
- White Banners (1938)
- The Beloved Brat (1938)
- Merrily We Live (1938)
- My Bill (1938)
- Hard to Get (1938)
- Nancy Drew... Detective (1938)

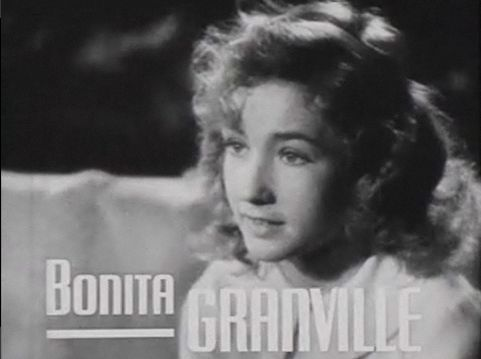
Bonita Granville em Call It a Day trailer

- The Angels Wash Their Faces (1939)
- Nancy Drew... Reporter (1939)
- Nancy Drew... Trouble Shooter (1939)
- Nancy Drew and the Hidden Staircase (1939)
- The Mortal Storm (1940)
- Gallant Sons (1940)
- Forty Little Mothers (1940)
- Third Finger, Left Hand (1940)
- Escape (1940)
- H.M. Pulham, Esq. (1941)
- Down in San Diego (1941)
- The People vs. Dr. Kildare (1941)
- The Wild Man of Borneo (1941)
- Syncopation (1942)
- The Glass Key (1942)
- Seven Miles From Alcatraz (1942)
- Now, Voyager (1942)
- Hitler's Children (1943)
- Andy Hardy's Blonde Trouble (1944)
- Song of the Open Road (1944)
- Youth Runs Wild (1944)
- The Beautiful Cheat (1945)
- Senorita from the West (1945)
- Breakfast in Hollywood (1946)
- Love Laughs at Andy Hardy (1946)
- The Truth About Murder (1946)
- The Guilty (1947)
- Strike it Rich (1948)
- Guilty of Treason (1950)
- The Lone Ranger (1956)
- The Magic of Lassie (1978), producer
- The Legend of the Lone Ranger (1981)

## Participações no rádio
| Ano  | Programa       | Episódio/fonte |
| ---- | -------------- | -------------- |
| 1952 | Family Theater | The Promise    |